# Doufu gan

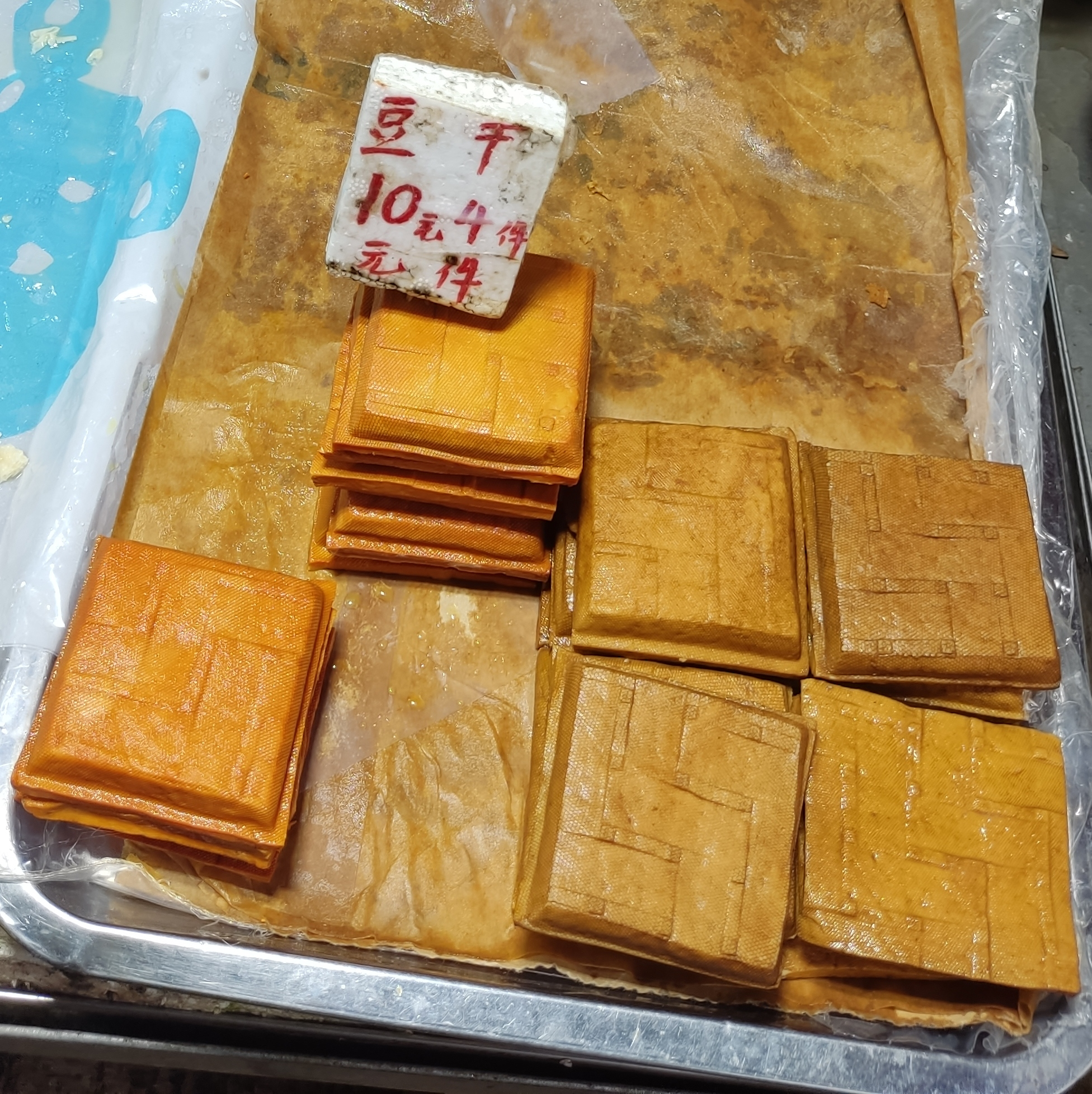
Doufu gan sur un marché.

Le doufu gan (chinois : 豆腐干 ; pinyin : dòufu gān ; litt. « tofu séché ») ou xiang gan (香干, xiāng gān, « sec et parfumé »), tofu séché aux cinq parfums, est du tofu que l'on saupoudre du mélange des cinq épices avant de le sécher.
Il peut être mélangé avec du céleri ou divers autres ingrédients avant d'être consommé.